# Casal d'Alta-riba
El casal d'Alta-riba a Osona és una casa forta de Calldetenes (Osona) declarada bé cultural d'interès nacional. Gran casal refet els segles xvi i xvii. Té restes de defenses medievals, amb murs i espitlleres.

## Descripció
Gran casal que consta de planta baixa i tres pisos, és cobert a dues vessants amb el carener perpendicular a la façana la qual es troba orientada a migdia. A l'angle NW s'hi dreça una torre de secció quadrada coberta a quatre vessants. A la part de llevant s'hi adossa la masoveria. A tramuntana s'hi obre un portal adovellat amb espieres als flancs, i amb un escut al damunt les dovelles centrals. En aquest mur s'hi obren diverses finestres i un balcó. A la façana de migdia hi ha un portal d'arc rebaixat i dues finestres a la planta. Al primer pis s'hi obren tres balcons amb un escut damunt el central, tres finestres al segon i al tercer, que correspon a les golfes, hi ha tres badius d'arc rebaixat. És construïda amb maçoneria arrebossada i amb uns registres que imiten carreus, mentre que els elements de ressalts són de pedra picada. L'estat de conservació és bo i la torre conserva finestres conopials i són de factura gòtica.

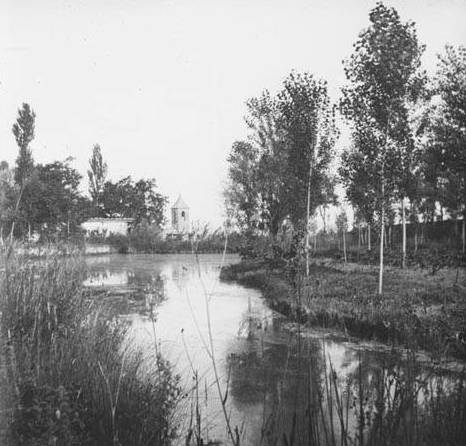
La bassa del molí d'Alta-riba en una imatge de 1890

Masoveria o casa de guardians adossada a la part del llevant del casal d'Alta-riba. És de planta rectangular i no coincideix totalment amb la planta de la casa principal sinó que sobresurt per la part de migdia. Consta de diversos cossos, cada un dels quals és cobert independentment. La façana és orientada a migdia i a cada extrem sobresurten uns cossos amb galeries a nivell del primer pis. Al cos central s'hi obre un portal d'arc rebaixat i a la part esquerra hi ha una escala que a través d'un portal rectangular dona accés al primer pis. Per la part de tramuntana s'uneix a les restes de fortificació. És construïda amb maçoneria i calç, les baranes de les galeries són de fusta i la teulada és de teules. L'estat de conservació és bo.
Escuts heràldics: l'escut situat damunt del portal adovellat (al nord), és de forma medieval, quartejat en creu i s'hi representen dues ales i dos lleons rampants de manera alterna. Tant la part superior de les ales, com a les crines i cues dels lleons estan molt treballades. L'escut és inscrit damunt d'una llosa quadrada i està escultat en baix relleu.
L'escut situat al primer pis de la façana (al sud), és de tipus aragonès, amb additaments vegetals al marge. Es troba quartejat en dotze parts amb diversos emblemes; rodelles, faixes ondulades, una torre, tres torres, etc. Està situat damunt la llinda d'un balcó, està coronat i al costat dels emblemes vegetals s'hi dibuixen unes formes sinuoses de relleu molt baix.
Compta amb una capella situada a l'angle nord-oest de la muralla que rodeja el casal. Es troba assentada sobre el mateix mur defensiu i està orientada de nord a sud. És d'una sola nau coberta a dues vessants, i sense absis. El capcer és triangular. El portal, de forma rectangular, fet de fusta i clavetejat, està emmarcat per unes motllures, tant al brancal com a la llinda. Damunt d'aquesta hi ha unes voltes simètriques que s'enllacen al centre.
És construïda amb maçoneria i pedra treballada, la façana és arrebossada i s'hi dibuixen unes formes rectangulars que imiten carreus.
L'estat de conservació estern és mitjà, però l'interior es troba molt abandonat, ja que la capella ha estat convertida en un magatzem.

## Història
Casa forta. Documentada el 1175.
Ampli casal situat al marge esquerre de l'antic riu de Peres o de Noguera. El llinatge és iniciat per Vermei Altarriba o de Meda l'any 1175 i més clarament amb Berenguer d'Altarriba, germà de Guillem Meda conegut des de 1198. Els cavallers d'Altarriba deriven dels castlans de Meda. Són famosos Bernat Guillem i Llorenç d'Altarriba, aquest últim va participar en les guerres de Joan II. El llinatge s'entroncà amb la casa Clarina el 1578 i amb els Sentmenat 1754. La casa fou destruïda en temps de la guerra de Successió i reedificada al segle xix. Els Altarriba, com era habitual en aquestes famílies, tenien una segona residència a la ciutat de Vic.